# Zadarská provincie

Poloha provincie v roce 1936.

Zadarská provincie (italsky Provinzia di Zara) byla italská provincie, která existovala v Dalmácii v letech 1923–1944. Vznikla na základě Rapallské smlouvy z roku 1920. Od Itálie byla oddělena souvislým územím Státu Srbů, Chorvatů a Slovinců. Její označení bylo ZA.
Zadar byl sice italským zákonem č. 1778 ze dne 19. prosince 1920 připojen k Itálii, ale teprve královským dekretem č. 54 ze dne 18. ledna 1923 byla zřízena nová stejnojmenná provincie o rozloze pouhých 120 km². Stala se nejmenší jednotkou svého druhu v Itálii a měla nejméně sídel, zahrnovala pouze Zadar a Lastovo. V roce 1938 měla provincie rozlohu 110,21 km², celkem 22 000 obyvatel a hustotu 230 obyvatel/km². Vzhledem k tomu, že Zadarská provincie vznikla za fašistického režimu, neměla nikdy vlastní župní radu ani představitele
Během druhé světové války a okupace Jugoslávie Itálií, Německem a dalšími zeměmi Osy, změnila Zadarská provincie během dvou let 1941-1943 své hranice. Po rozšíření dosáhlo území provincie rozlohy 3 179 km² a 211 900 obyvatel ve 20 sídlech, z nichž nejlidnatější bylo město Šibenik, které předstihlo i Zadar. Celé okolí města Zadaru (které tak tvořilo exklávu), do té doby jugoslávské, bylo začleněno pod uvedenou provincii. Při této příležitosti byl zřízen Dalmatský guvernorát, který zahrnoval také Splitskou a Kotorskou provincii, jež byly při této příležitosti založeny.
Provincie zanikla spolu s pádem fašistického režimu v Itálii a osvobozením země.